# Francesco Melzi

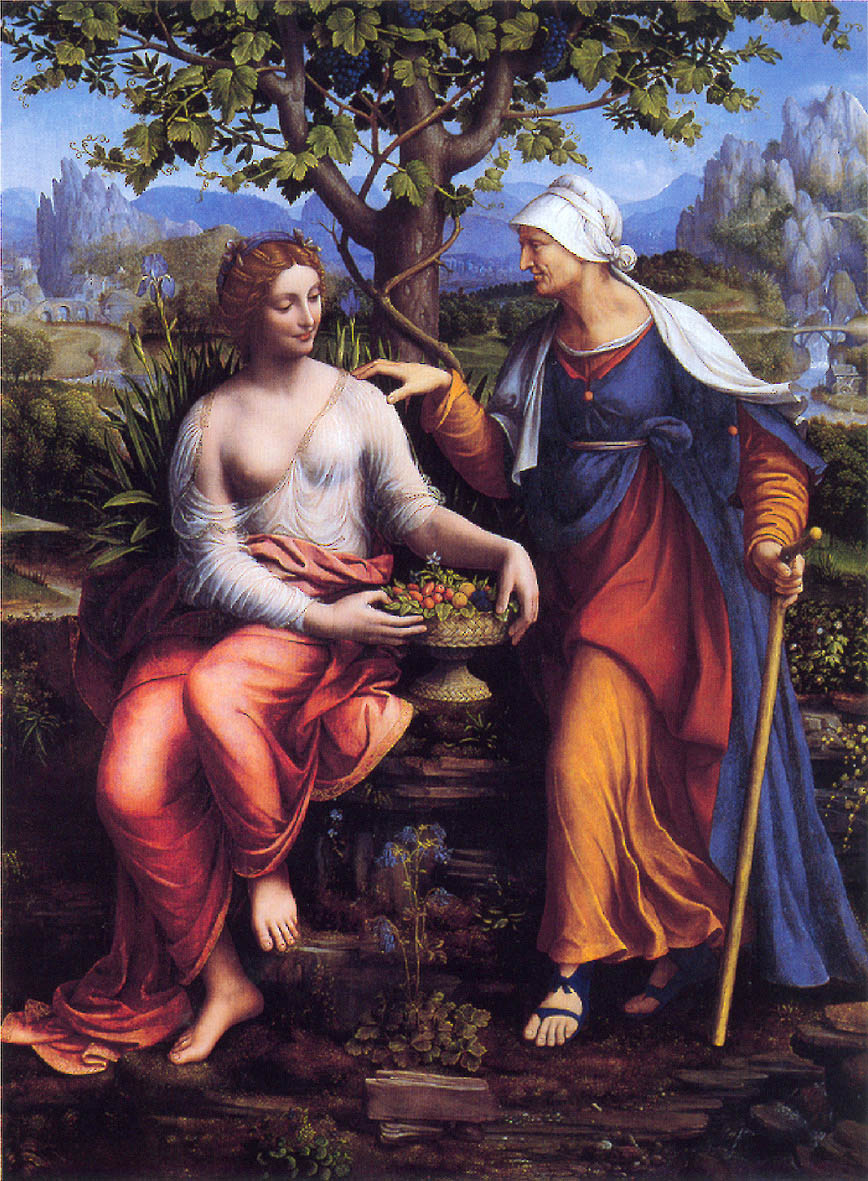
Pomona und Vertumnus; um 1518–1522; Berlin, Gemäldegalerie

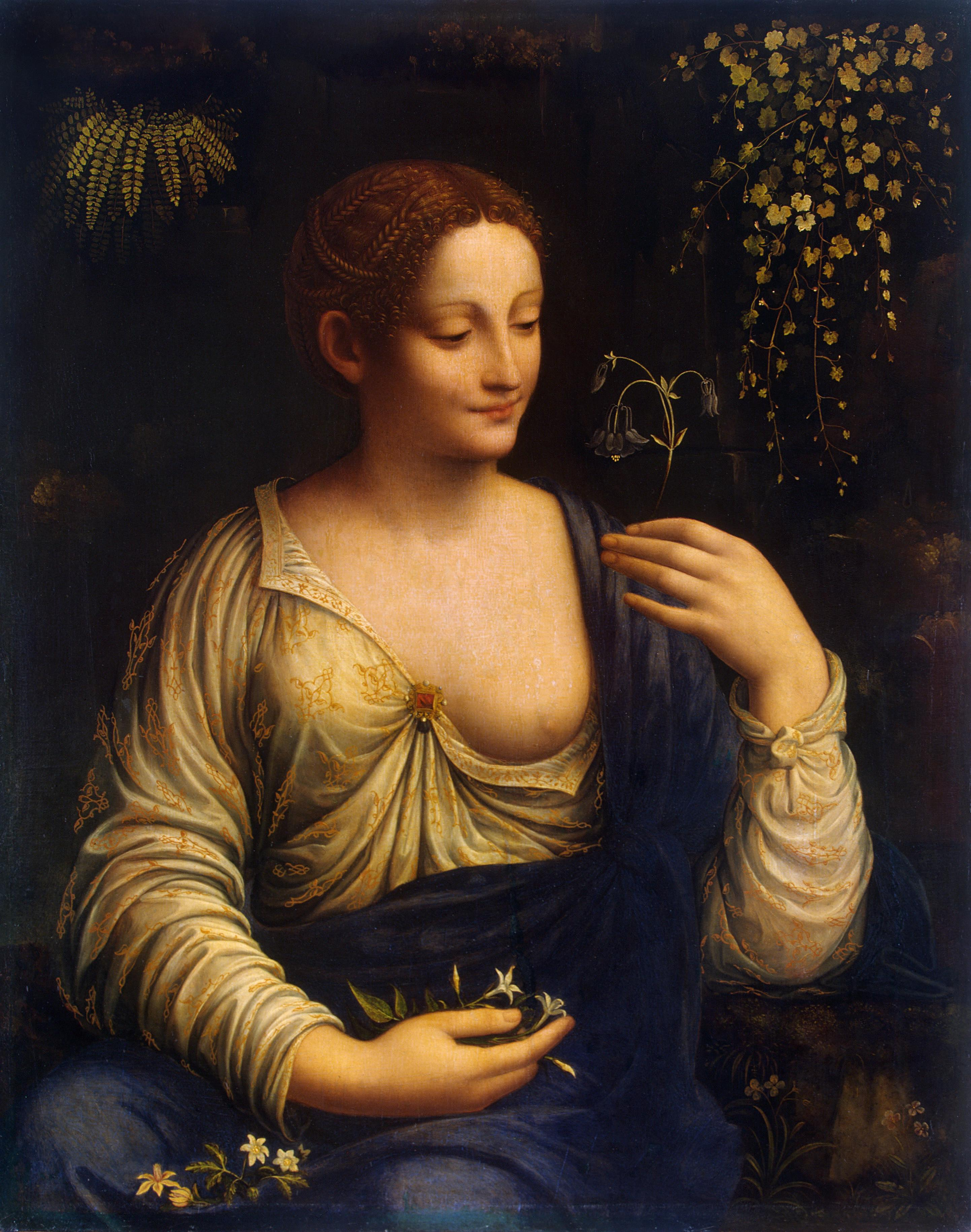
Bildnis einer Frau (Colombine); um 1520; St. Petersburg, Ermitage

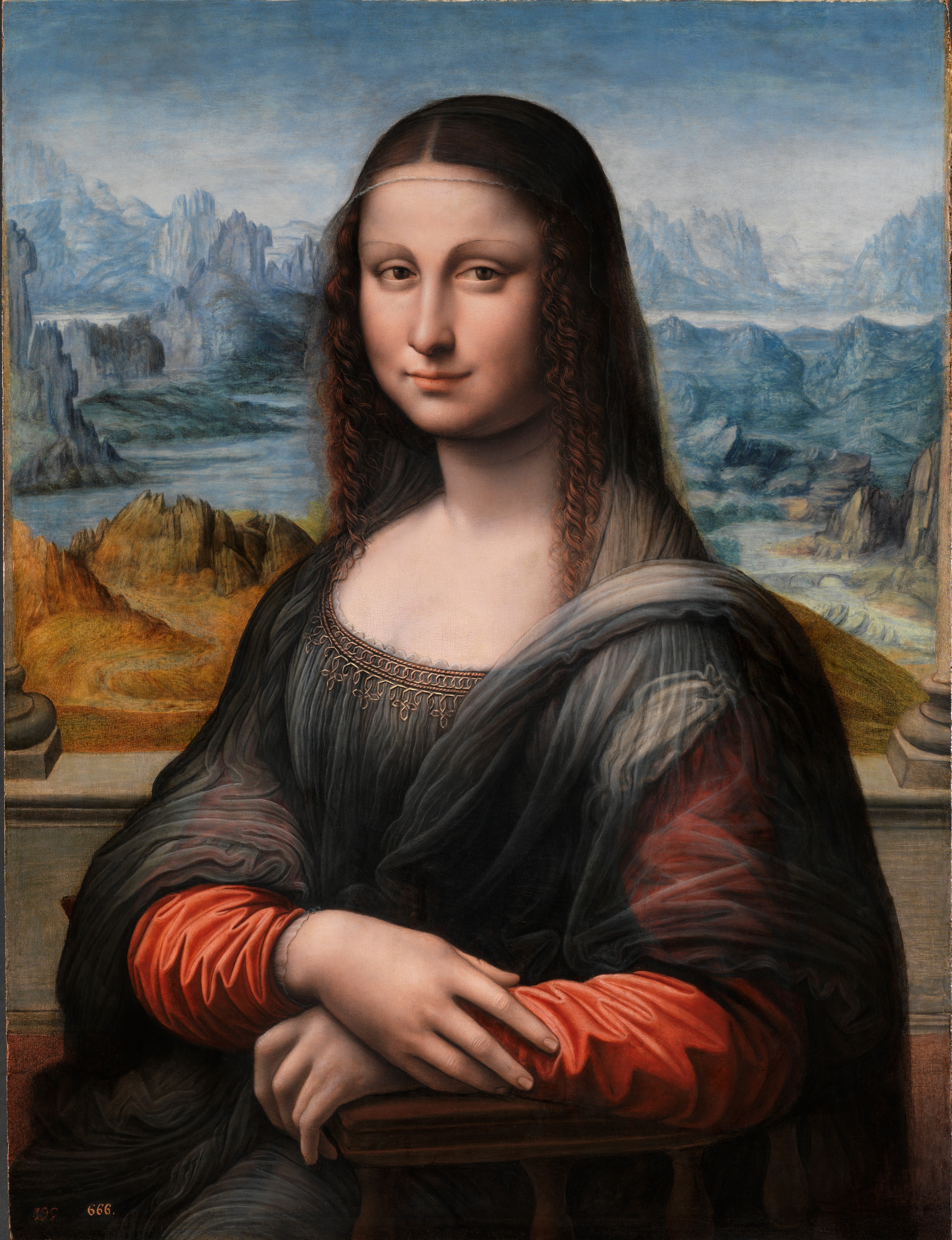
Die Mona Lisa aus dem Prado, vermutlich von F. Melzi

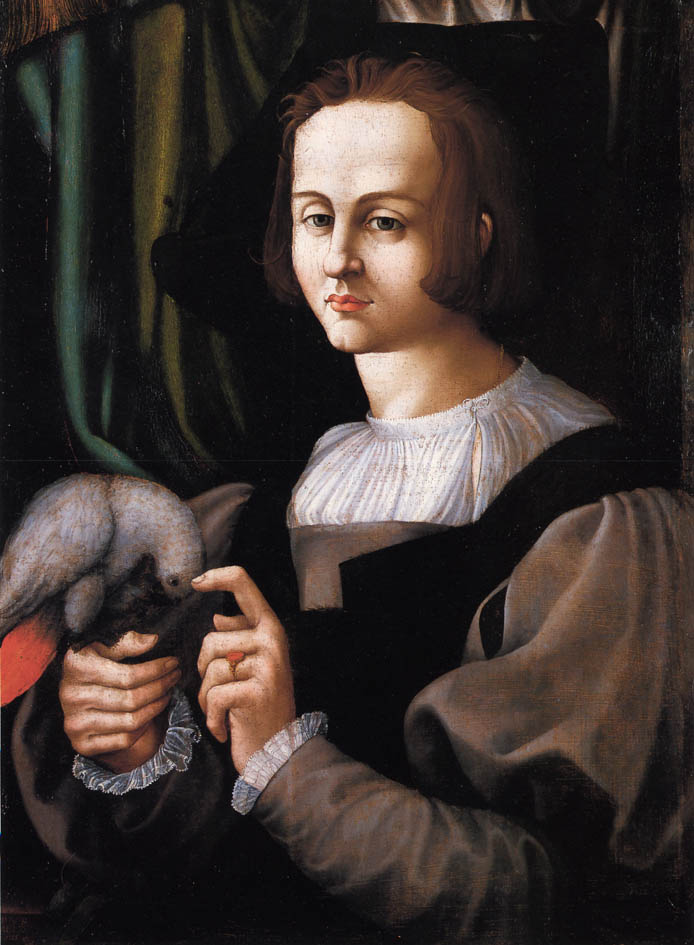
Bildnis eines Mannes mit Papagei; um 1525; Mailand, Privatbesitz

Francesco Melzi (* um 1491/92 in Mailand; † um 1570 in Vaprio d’Adda) war ein italienischer Maler der lombardischen Schule, Schüler und Liebling des Leonardo da Vinci und dessen Haupterbe.

## Leben
Als Sohn der vornehmen Mailänder Patrizierfamilie Melzi nahm er bereits als Knabe Kontakt zu Leonardo da Vinci auf. Am 28. September 1513 brach er mit diesem zusammen nach Rom auf. Fortan blieb er ständig in Leonardos Nähe und begleitete ihn 1517 nach Schloss Clos Lucé in Amboise, Frankreich.
Dort wurde Leonardo am 10. Oktober 1517 vom Kardinal Luigi von Arragon besucht. Dieser fand einen greisen Meister vor, der wegen einer Paralyse seine Hand nicht mehr gebrauchen konnte. Doch der Schreiber des Kardinals vermerkte, dass dessen Mailänder Schüler, es kann nur Francesco Melzi gemeint sein, unter der Anleitung des Meisters malte und dabei so gut war, dass man seine Bilder nicht von denen Leonardos zu unterscheiden vermöge. Auch Leonardo war von dem Können seines Schülers so beeindruckt, dass er mit diesem zusammen seine späteren Werke entwickelte und beide wohl auch zusammenarbeiteten. Einige Werke, die früher als Werke von Leonardo selbst galten, werden heute Melzi zugeschrieben, so z. B. die berühmte Colombina in der Eremitage, in Sankt Petersburg.
Als Leonardo am 2. Mai 1519 starb, erbte Melzi (nach dem Testament vom 25. April 1519) den gesamten zeichnerischen und wissenschaftlichen Nachlass des Meisters.
Wie aus Aufzeichnungen von Leonardos Diener Battista de Villanis vom 10. August 1519 hervorgeht, verblieb Francesco Melzi noch einige Zeit im Dienst des Königs von Frankreich, bevor er nach Italien zurückkehrte. Dort scheint er als Erbe des großen Leonardo einiges Ansehen genossen zu haben, denn der Ferraresische Geschäftsführer in Mailand versuchte 1523, Melzi für den Herzog Alfonso I. d’Este zu gewinnen. Vielleicht weil er selber vermögend war, malte Melzi in seinem Alter nur noch wenig. Ein umstrittenes Beispiel für den Spätstil Melzis ist das Porträt eines jungen Mannes mit Papagei, welches nur noch wenig mit den Werken Leonardos gemeinsam hat und mehr an die römische Schule im Gefolge von Raffael erinnert.
Melzi engagierte sich in der Pflege und Erhaltung des Leonardo-Nachlasses. Leonardos Schriften zur Malerei sammelte er unter dem Titel Trattato della Pittura.
Gegen 1570 verstarb er hochgeachtet auf seinem Familiensitz Vaprio d’Adda.
Der Leonardo-Nachlass, den er so sorgsam gehütet hatte, wurde von seinen Erben leichtfertig verkauft und das wertvolle Material wurde verstreut.  Es wird geschätzt, dass 25 bis 80 % der Manuskripte Leonardo da Vincis verlorengegangen sein könnten. Heute sind noch etwas mehr als 6000 Blätter erhalten.

## Entdeckung im Jahr 2012
Anfang 2012 entdeckten Restauratoren im Prado in Madrid eine exakte Kopie der Mona Lisa von Leonardo da Vinci, nachdem es von einer Übermalung befreit worden war. Es wird angenommen, dass es sich um ein Gemälde von Francesco Melzi handelt, der seinen Meister kopierte, indem er parallel zu ihm malte.

## Werke
- Bildnis einer Frau (Colombine), Eremitage, Sankt Petersburg
- Vertumnus und Pomona, um 1518–1522, Gemäldegalerie der Staatlichen Museen zu Berlin – Stiftung Preußischer Kulturbesitz, Berlin

## Zugeschriebene Werke
- Flora, Villa Borghese, Rom
- Quellnymphe, National Gallery of Art, Washington, D.C.

neuerdings zugeschrieben; galt bisher als Werk des Bernardino Luini

## Umstrittene Werke
- Die Heilige Familie, Národni Galerie, Prag. Möglicherweise eine Kopie nach Cesare da Sesto.
- Bildnis eines Mannes mit Papagei, Collezione Gallarati Scotti, Mailand. Möglicherweise von Bernardino de Conti.
- Leda mit dem Schwan, Uffizien, Florenz. Wird auch Fernando Yanez zugeschrieben.
- Leda mit dem Schwan, Galleria Borghese, Rom. Wird auch Giuliano Bugiardini zugeschrieben.
- Der heilige Johannes der Täufer oder Bacchus, um 1515–1520, Louvre, Paris. Wird meist Cesare da Sesto zugeschrieben.
- Das Abendmahl, Kopie nach Leonardo da Vinci.
- Die römische Vestalin Rhea Silvia, um 1520–1525, Bonnefantenmuseum, Maastricht